# BSV Pfullingen
Der BSV Pfullingen (offiziell: Billard-Sport-Verein Pfullingen 1997 e.V.) ist ein 1997 gegründeter Billardverein aus Pfullingen.

## Geschichte
Der BSV Pfullingen wurde 1997 gegründet.
Nachdem der Verein in der Saison 2003/04 in der 2. Bundesliga hinter dem BSV Dachau Zweiter geworden war, stieg er 2005 als Erstplatzierter in die 1. Bundesliga auf.
Dort kam man 2006 und 2007 jeweils auf den dritten Platz. Anschließend wurde die erste Mannschaft jedoch aufgrund finanzieller Schwierigkeiten aus der Bundesliga abgemeldet und übernahm den Startplatz der zweiten Mannschaft. Diese war im selben Jahr als Erstplatzierter der Verbandsliga in die Oberliga Baden-Württemberg-Süd aufgestiegen.
In der Oberliga wurde der BSV Pfullingen in der Saison 2007/08 Fünfter und stieg ein Jahr später als Siebter, aufgrund einer Ligareform, bis in die Landesliga ab. Dort gelang dem Verein 2010 der Aufstieg in die Verbandsliga. Nachdem dort der sechste Platz belegt wurde, wurde die erste Mannschaft erneut abgemeldet und der BSV Pfullingen spielte anschließend zwei Jahre in der Kreisliga A.
Nachdem man 2013 in die Bezirksliga aufgestiegen war, stieg man 2014 als Erstplatzierter in die Landesliga und 2015 in die Verbandsliga auf. In der Saison 2015/16 folgte mit dem achten Platz jedoch der Abstieg in die Landesliga.
Jörn Kaplan und Andreas Roschkowsky wurden 2006 beziehungsweise 2007 als Spieler des BSV Pfullingen Deutscher Meister im Einzel.

### Platzierungen seit 2003
| Saison  | Liga (Spielklasse)                     | Platz |
| ------- | -------------------------------------- | ----- |
| 2003/04 | 2. Bundesliga Süd (2)                  | 2     |
| 2004/05 | 2. Bundesliga Süd (2)                  | 1     |
| 2005/06 | 1. Bundesliga (1)                      | 3     |
| 2006/07 | 1. Bundesliga (1)                      | 3     |
| 2007/08 | Oberliga Süd (4)                       | 5     |
| 2008/09 | Oberliga Süd (4)                       | 7     |
| 2009/10 | Landesliga Süd (6)                     | 1     |
| 2010/11 | Verbandsliga Süd (5)                   | 6     |
| 2011/12 | Kreisliga A Hohenzollern-Hochrhein (8) | 3     |
| 2012/13 | Kreisliga A Hohenzollern-Hochrhein (8) | 1     |
| 2013/14 | Bezirksliga Hohenzollern-Hochrhein (7) | 1     |
| 2014/15 | Landesliga Süd (6)                     | 2     |
| 2015/16 | Verbandsliga Mitte-Ost (5)             | 8     |
| 2016/17 | Landesliga Ost (6)                     |       |

## Aktuelle und ehemalige Spieler
(Auswahl)
- Jakob Belka
- John Blacklaw
- Bernd Dorenburg
- Marco Dorenburg
- Jörn Kaplan
- Andreas Roschkowsky
- Philip Rüthemann
- Farhad Shahverdi
- Daniel Kalnak

## Magic Pool Open
Seit 2014 richtet der BSV Pfullingen jährlich die Magic Pool Open aus, ein 10-Ball-Poolbillardturnier im Rahmen der German Tour. Erfolgreichster Spieler ist der Tscheche Roman Hybler, der das Turnier zweimal gewann.

### Die Turniere im Überblick
| Jahr | Sieger          | Ergebnis | Finalist      | 3. Platz            |
| ---- | --------------- | -------- | ------------- | ------------------- |
| 2014 | Sebastian Staab | 9:5      | Marco Tschudi | Roman Hybler        |
| 2015 | Roman Hybler    | 7:3      | Joshua Filler | Marcel Kosta        |
| 2015 | Roman Hybler    | 7:3      | Joshua Filler | Sebastian Ludwig    |
| 2016 | Roman Hybler    | 7:6      | Šandor Tot    | Wojciech Sroczyński |
| 2016 | Roman Hybler    | 7:6      | Šandor Tot    | Mazi Shahverdi      |